# スタニスラス・ボードリー
スタニスラス・ボードリー（Stanislas Baudry, 1777年12月3日 - 1830年3月13日）はフランスの実業家である。公共交通機関としての乗合馬車の再発明者であり、その馬車は現代のバスの語源となった。

## 生涯
スタニスラス・ボードリーは1777年にヴィエイユヴィーニュ（Vieillevigne, 現在のロワール＝アトランティック県）で生まれた。最初は医者だったが、第一帝政下では軍人となった。その後はナントのリシュブール地区で製粉工場を営んでいた。工場には発生する蒸気を利用した公衆浴場が併設されていた。
ボードリーは客の送迎のため、ナントの中心部（現在のコメルス広場）と浴場の間に定期的に馬車を往復させていた。やがて彼は市民が彼の馬車を浴場とは無関係の移動の手段として用いていることに気づいた。そこで彼は工場と浴場を閉鎖し、乗合馬車の経営に専念することにした。ナント市の許可を得て、1826年8月10日、ボイエルデューのオペラに因んで「白婦人( La Dame Blanche)」と名付けられた会社を設立した。創業時の馬車は2両で、定員は各々16名だった。
公共交通機関としての乗合馬車は1662年にパリでブレーズ・パスカルの始めた5ソルの馬車があったが、短期間で廃業しており、ボードリーの馬車は約150年ぶりの再発明であった。このころ、コメルス広場にはオムネ(OMNES)という帽子屋があり、« OMNES Omnibus »（すべての人のためのオムネ）という看板を掲げていた。この看板が馬車乗り場の目印ともなっていたことから、馬車の方も「オムニビュス」と呼ばれるようになった。これが現代の「バス」の語源である。（異説については「乗合馬車#「オムニバス」の語源を参照）
1828年、ボードリーはパリに進出した。4月にはパリ・オムニビュス総合会社(l’Entreprise générale des omnibus de Paris)を設立して、バスティーユ広場とカルーゼル広場、マドレーヌ広場の間で乗合馬車を運行した。乗合馬車は急速に普及し、8ヶ月後には従業員200人、馬車89両、馬800頭を擁するまでになった。
同じ年、息子のエドモン・ボードリーがボルドーとリヨンで同様の事業を始めた。
しかしボードリーの成功を見て他の業者も次々と乗合馬車に参入し、激しい競争が勃発した。加えて天候不良による飼料の高騰もあり、ボードリーの会社は1830年2月、危機的状況に追い込まれた。破産の危機に瀕したボードリーは、絶望のあまり会社の厩舎の前で頭を撃って自殺した。